# Eupodotis caerulescens
Eupodotis caerulescens е вид птица от семейство Дроплови (Otididae). Видът е почти застрашен от изчезване.

## Разпространение
Видът е разпространен в Южна Африка.